# Bergsjögölen
Bergsjögölen är en sjö i Åtvidabergs kommun i Småland och ingår i Storåns huvudavrinningsområde.